# Phyllanthus prainianus
Phyllanthus prainianus là một loài thực vật có hoa trong họ Diệp hạ châu. Loài này được Collett & Hemsl. miêu tả khoa học đầu tiên năm 1890.